# Streptomyces graminearus
Streptomyces graminearusはストレプトマイセス属の細菌の一種である 。Streptomyces graminearusは抗生物質グウゲロチンを産生する。